# Lucas Villarruel
Lucas Ariel Villarruel (Ramos Mejía, 13 novembre 1990) è un ex calciatore argentino, di ruolo centrocampista.

## Caratteristiche tecniche
È un mediano.

## Carriera
Cresciuto nelle giovanili dell'Huracán, ha esordito in prima squadra il 5 marzo 2012 in occasione del match vinto 2-1 contro il Boca Unidos.

## Statistiche

### Presenze e reti nei club
Statistiche aggiornate al 17 aprile 2018.
| Stagione        | Squadra         | Campionato      | Campionato | Campionato | Coppe nazionali | Coppe nazionali | Coppe nazionali | Coppe continentali | Coppe continentali | Coppe continentali | Altre coppe | Altre coppe | Altre coppe | Totale | Totale | Totale |
| Stagione        | Squadra         | Comp            | Pres       | Reti       | Comp            | Pres            | Reti            | Comp               | Pres               | Reti               | Comp        | Pres        | Reti        | Pres   | Reti   |        |
| --------------- | --------------- | --------------- | ---------- | ---------- | --------------- | --------------- | --------------- | ------------------ | ------------------ | ------------------ | ----------- | ----------- | ----------- | ------ | ------ | ------ |
| 2011-2012       | Huracán         | BN              | 7          | 0          | CA              | 0               | 0               |                    | -                  | -                  |             | -           | -           | 7      | 0      |        |
| 2012-2013       | Huracán         | BN              | 29         | 2          | CA              | 1               | 0               |                    | -                  | -                  |             | -           | -           | 30     | 2      |        |
| 2013-2014       | Huracán         | BN              | 37         | 0          | CA              | 1               | 0               |                    | -                  | -                  |             | -           | -           | 38     | 0      |        |
| 2014            | Huracán         | BN              | 20         | 0          |                 | -               | -               |                    | -                  | -                  |             | -           | -           | 20     | 0      |        |
| 2015            | Huracán         | PD              | 14         | 0          | CA              | 1               | 0               | CL+CS              | 8+4                | 1+0                | SA          | 1           | 0           | 28     | 1      |        |
| 2016            | Huracán         | PD              | 8          | 0          | CA              | 0               | 0               | CL                 | 4                  | 0                  |             | -           | -           | 12     | 0      |        |
| 2016-2017       | Olimpo          | PD              | 25         | 0          | CA              | 1               | 0               |                    | -                  | -                  |             | -           | -           | 26     | 0      |        |
| 2017-2018       | Olimpo          | PD              | 20         | 0          | CA              | 4               | 0               |                    | -                  | -                  |             | -           | -           | 24     | 0      |        |
| Totale carriera | Totale carriera | Totale carriera | 160        | 2          |                 | 10              | 0               |                    | 16                 | 1                  |             | 1           | 0           | 187    | 3      |        |